# 스쿼시 (음료)

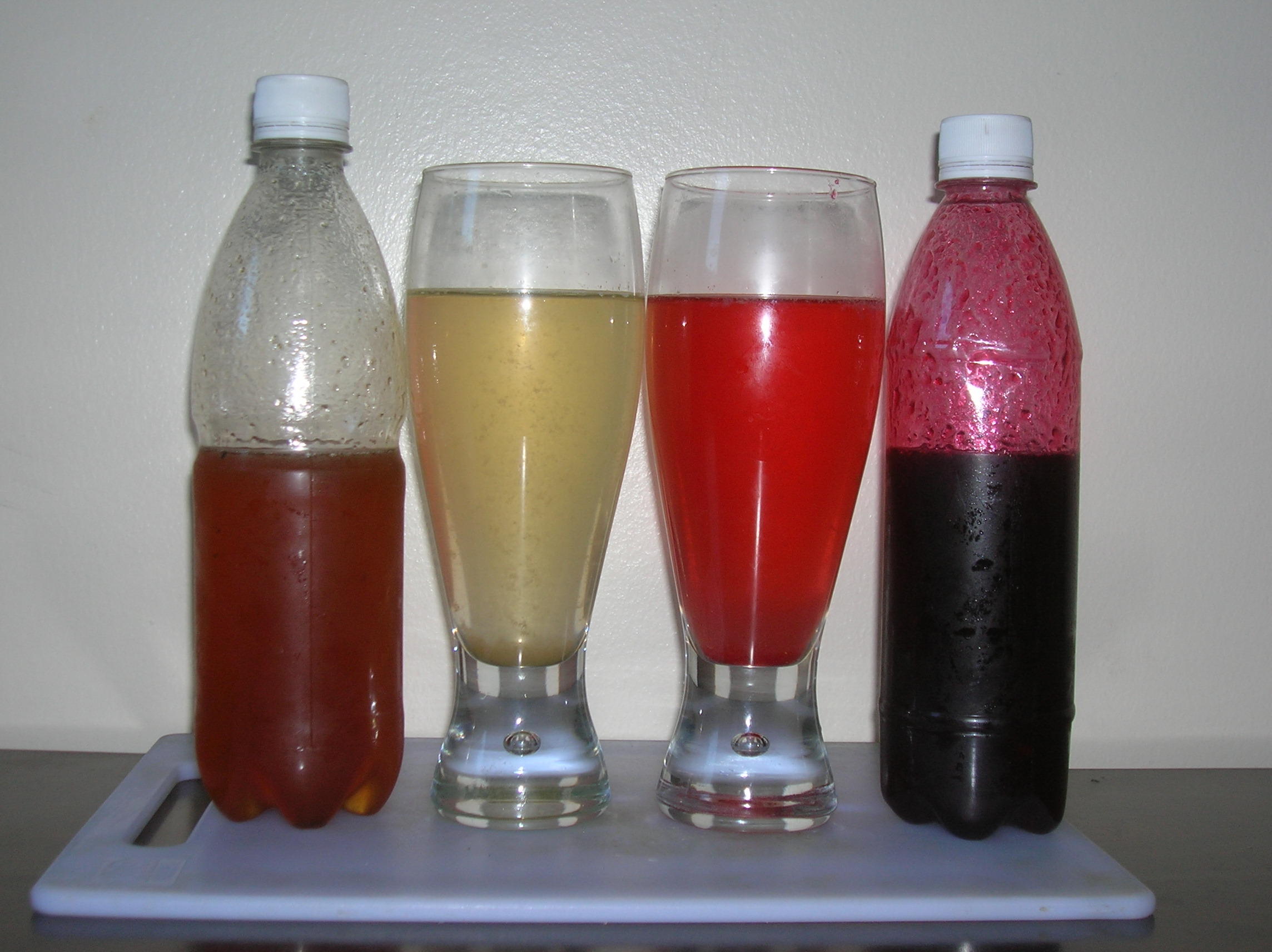
과일 스쿼시

스쿼시(Squash)는 마시기 전에 증류수나 소다수 등의 액체를 혼합한 설탕을 넣거나 설탕을 넣지 않은 과일 원료의 농축물이며, 액체를 혼합하기 전의 농축액은 코디얼(Cordial)이라고도 한다.
스쿼시는 영국, 파키스탄, 아일랜드, 인도, 스칸디나비아, 남아프리카 공화국, 케냐, 오스트레일리아, 이스라엘, 뉴질랜드, 홍콩 등지에서 흔히 마시며, 주스와 청량 음료와 함께 세계 시장의 한 축을 이루며 경쟁 관계를 이룬다. 일반적으로 스쿼시는 1/5의 농축액과 4/5의 액체를 유리잔이나 저그에 바로 넣고 섞어 만들어진다.

## 건강에 미치는 영향
스쿼시에 포함되어 있는 몇몇 색소는 특히 어린 어린이들이 과다행동장애를 일으키는 것과 관련이 있다.

## 같이 보기
- 그레나딘 시럽
- 시럽 목록
- 레모네이드